# Cheviot (Nowa Zelandia)
Cheviot – miasto w Nowej Zelandii, na Wyspie Południowej, w regionie Canterbury.